# Yandex Térkép
A Yandex Térkép (angolul: Yandex Maps, oroszul: Яндекс Карты) a Yandex által fejlesztett, 2004-ben megjelent ingyenes internetes térképszolgáltatás. A szolgáltatás részletes térképet biztosít az egész Földről.

## Utcakép
2013. június 12-től elérhető a Yandex Térképen belül a Streetview, magyarul „Utcakép” nézet. A Yandex saját technológiájával készített körpanorámafotókat felhasználva az adott utca szintjén kijelölt pontok között lehet mozogni, nagyítani és forgatni a képet. A képeken a személyiségi jogok védelme érdekében az arcokat és a rendszámtáblákat elhomályosítják.

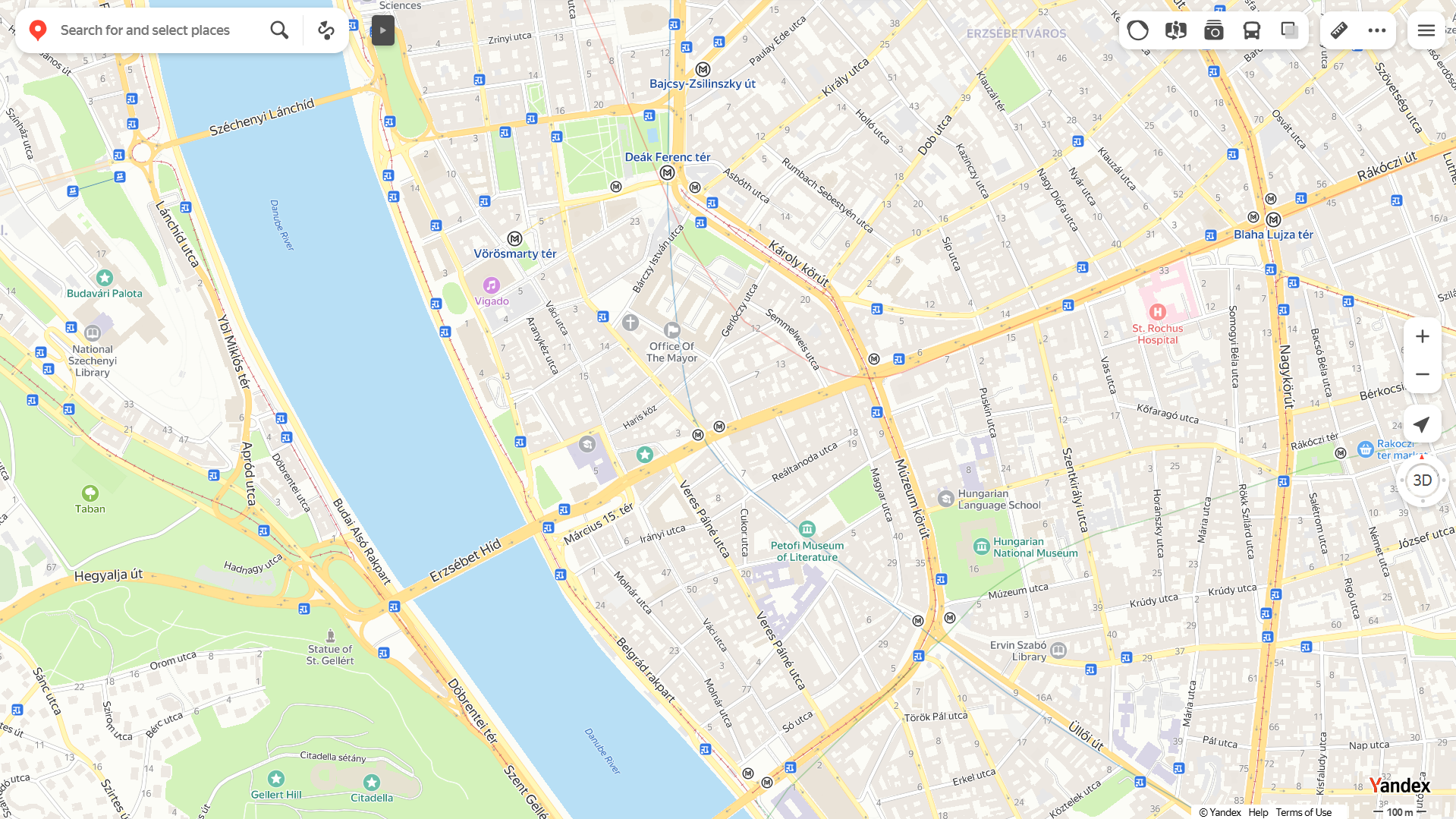
Térképrészlet Budapest belvárosáról a Yandex Térkép felületén

## Yandex Térkép Magyarországon

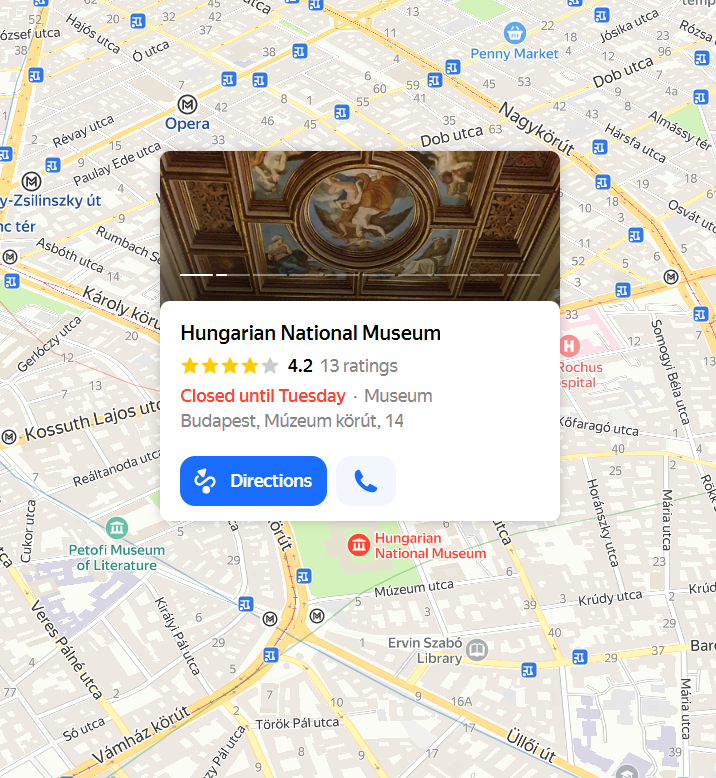
A Nemzeti Múzeum előnézete a Yandex Térképen

A Yandex Térkép Magyarországon is elérhető, bár nem olyan széles körben használják, mint a Google Térképet. Azonban egyre népszerűbb a magyarok és a turisták körében is. Az alkalmazás és a weboldal részletes térképeket kínál az ország egész területéről.  A szolgáltatás egyik legnagyobb előnye, hogy folyamatosan frissül, így új helyek és információk kerülnek fel a térképre.
Az utcakép funkció jelenleg még nem elérhető Magyarországon, azonban számos más országban már régóta aktívan használható, és nagyban megkönnyíti a navigációt.

## Fordítás
- Ez a szócikk részben vagy egészben  a   Yandex Maps című angol Wikipédia-szócikk ezen változatának fordításán alapul.  Az eredeti cikk szerkesztőit annak laptörténete sorolja fel. Ez a jelzés csupán a megfogalmazás eredetét és a szerzői jogokat jelzi, nem szolgál a cikkben szereplő információk forrásmegjelöléseként.